# Bezik Aslanaswili
Bezik Aslanaswili (gr. Μπέζικ Ασλανασβίλι; ur. 22 października 1976) – grecki zapaśnik walczący w stylu wolnym. Olimpijczyk z Aten 2004, gdzie zajął jedenaste miejsce w kategorii 60 kg.
Dwukrotny uczestnik mistrzostw świata; dziewiąty w 2002. Czwarty na mistrzostwach Europy w 2001. Mistrz igrzysk śródziemnomorskich w 2001 roku.
- Turniej w Atenach 2004

Wygrał z Albańczykiem Sahitem Prizreni i przegrał z Irańczykiem Masudem Dżokarem i odpadł z turnieju.